# Kressbronn am Bodensee
Kressbronn am Bodensee – miejscowość i gmina w Niemczech, w kraju związkowym Badenia-Wirtembergia, w rejencji Tybinga, w regionie Bodensee-Oberschwaben, w powiecie Jezioro Bodeńskie, wchodzi w skład związku gmin Eriskirch-Kressbronn am Bodensee-Langenargen.
Z Kressbronn pochodził Arno Baur (1930-2008) – niemiecki nauczyciel, organizator pomocy humanitarnej dla Polski, działacz na rzecz pojednania polsko-niemieckiego, laureat Medalu Świętego Brata Alberta.

## Współpraca
Miejscowości partnerskie:
- Biograd na Moru, Chorwacja
- Budapeszt, Węgry
- Burgstädt, Saksonia
- Maîche, Francja
- Radwanowice, Polska
- Tarasp, Szwajcaria
- Winogrady, Polska